# Svenska mästerskapen i roadracing 2020
Svenska mästerskapen i roadracing 2020 arrangeras på Scandinavian Raceway i Anderstorp, Gelleråsen Arena i Karlskoga, Linköpings Motorstadion i Linköping och Falkenbergs Motorbana i Falkenberg samt Scandinavian Raceway igen.

### Webbkällor
- SM Roadracing 2020